# Philippe de Marbais
Philippe de Marbais, seigneur de Loverval, est un chef de guerre protestant des Pays-Bas méridionaux, signataire du Compromis des Nobles et exécuté à Bruxelles en octobre 1568.

## Biographie
Philippe de Marbais, seigneur de Louverval, de Fernelmont, de Dompierre, de Noville-les-Bois et de Waroux, est le fils de Philippe de Marbais, seigneur de Louverval, et de Jeanne de Dongelberghe, dite de Longchamp. Il épouse Jeanne de Merode, fille de Guillaume de Merode, baron de Waroux et du Saint-Empire, souverain-mayeur de Liège et grand-bailli de Hesbaigne, et de Margareta von Bocholtz.
En 1565, Philippe de Marbais fait partie des États nobles de Liège. Il est un des premiers signataires du Compromis des Nobles du 5 avril 1566 pour demander la suppression de l'inquisition et la convocation des États généraux. Bien qu'ayant manifesté son intention de s'en tenir au texte du compromis par son comportement à Tournai, il ne peut éviter la haine du duc d'Albe qui décrète son bannissement. 
Combattant au côté de Guillaume d'Orange, il est fait prisonnier par Fadrique Álvarez de Toledo à la bataille de Jodoigne, le 20 octobre 1568. Sur ordre du duc d'Albe, sans avoir pu disposer d'une défense régulière, il est décapité à Bruxelles, quelques jours plus tard, sur la place de marché aux chevaux (actuellement place du Sablon).